# Adam Borowski (poeta)
Adam Borowski (ur. 19 lutego 1973 w Bielsku Podlaskim) – polski poeta, redaktor i animator kultury. Laureat ogólnopolskich konkursów poetyckich (m.in. Ekoartu we Wrocławiu w 1993 i 1994 roku oraz Konkursu im. S. i A. Babińskich w Poznaniu w 1995 roku). Juror Wrocławskiego Turnieju Jednego Wiersza O Kropkę „Że". Współautor (z Rafałem Brasse) literackiego manifestu Intraintuicjonizmu, ogłoszonego w 1995 roku na łamach „Poglądów Otwartych”.

## Życiorys
Absolwent Ogólnokształcącego Liceum Wojskowego w Lublinie. Studiował w Wyższej Szkole Oficerskiej Służb Kwatermistrzowskich w Poznaniu oraz filologię polską na Uniwersytecie Wrocławskim.
Animator życia literackiego we Wrocławiu. Twórca i redaktor naczelny pisma literacko-artystycznego „Dykcja” (1996–1999). Od 1997 roku prezes Koła Młodych Pisarzy przy Stowarzyszeniu Pisarzy Polskich we Wrocławiu, pomysłodawca i współorganizator konferencji naukowych o czasopismach społeczno-kulturalnych i współczesnej literaturze polskiej. Jako redaktor biblioteki Koła Młodych Pisarzy SPP wydał debiutanckie tomy Michała Witkowskiego i Marcina Kurka, a w bibliotece „Dykcji” debiut Agnieszki Wolny.

## Publikacje
Książki poetyckie
- Ojczyzna dobrej śmierci, Witryna Artystów, Kłodzko 1997.
- Elementarz dla Natalii, Wrocław 1998 (wydanie artystyczne, nakład bibliofilski).
- Kłótnia czworonogów, Biblioteka "Dykcji", Wrocław 2000.
- Ostry język polski, OKiS, Wrocław 2024.

Szkice wspomnieniowe
- Marek i Rozdziały, Wrocław 2013 (wydanie artystyczne, nakład bibliofilski).